# Harrah (Oklahoma)
Harrah és una ciutat dels Estats Units a l'estat d'Oklahoma. Segons el cens del 2000 tenia 4.719 habitants.

## Demografia
Segons el cens del 2000, Harrah tenia 4.719 habitants, 1.736 habitatges, i 1.331 famílies. La densitat de població era de 153,6 habitants per km².
Dels 1.736 habitatges en un 38,8% hi vivien nens de menys de 18 anys, en un 61,1% hi vivien parelles casades, en un 11% dones solteres, i en un 23,3% no eren unitats familiars. En el 21% dels habitatges hi vivien persones soles l'11% de les quals corresponia a persones de 65 anys o més que vivien soles. El nombre mitjà de persones vivint en cada habitatge era de 2,67 i el nombre mitjà de persones que vivien en cada família era de 3,09.
Per edats la població es repartia de la següent manera: un 28,3% tenia menys de 18 anys, un 7,4% entre 18 i 24, un 29,6% entre 25 i 44, un 20,8% de 45 a 60 i un 13,9% 65 anys o més.
L'edat mediana era de 36 anys. Per cada 100 dones de 18 o més anys hi havia 85,1 homes.
La renda mediana per habitatge era de 40.330 $ i la renda mediana per família de 47.712 $. Els homes tenien una renda mediana de 35.625 $ mentre que les dones 24.487 $. La renda per capita de la població era de 17.708 $. Entorn del 5,4% de les famílies i el 7% de la població estaven per davall del llindar de pobresa.

## Poblacions més properes
El següent diagrama mostra les poblacions més properes.